# Nudiviridae
Die Nudiviridae sind eine Familie von Viren (Nudiviren). Als natürliche Wirte dienen Pancrustacea (Insekten und marine Krebstiere). Mit Stand Juni 2021 gibt es in dieser Familie vier vom International Committee on Taxonomy of Viruses (ICTV) bestätigte Gattungen (Alphanudivirus bis Deltanudivirus). Die Infektion mit diesen Viren bedeutet für ihre Wirte chronische Erkrankung bei Adulten und Tod bei Larven.
Die Familie ist Mitglied der 2021 neu geschaffenen Ordnung Lefavirales in der ebenfalls neuen Klasse Naldaviricetes.
Diese Taxonomie löst provisorische Bezeichnungen ab wie beispielsweise „Baculo-like viruses“.
Die Vorsilbe ‚nudi‘ ist abgeleitet aus dem lateinischen Wort für ‚nackt‘ und deutet an, dass die Nudiviridae nicht wie die mit ihnen verwandten Baculoviridae ihre Virionen (Viruspartikel) in Okklusionskörperchen gebündelt einschließen (englisch non-occluded).

## Aufbau

Schemazeichnung eines Virusteilchens der Familie Nudiviridae

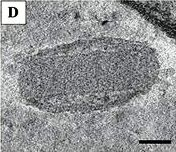
Kryo-EM-Aufnahme eines Virions von Oryctes rhinoceros nudivirus (OrNV) im extrazellulären Raum: Kapsid, umgeben von einer dicken Hülle.

Die Virionen (Virusteilchen) der Nudiviridae besitzen eine stäbchenförmige Geometrie und sind behüllt. Im Gegensatz zu den ansonsten ähnlichen Baculoviridae (mit ebenfalls stäbchenförmigen Virionen) sind diese aber nicht in Okklusionskörperchen verpackt, sondern ‚nackt‘.
Das Genom der Nudiviridae besteht aus ringförmiger (zirkulärer) Doppelstrang-DNA (dsDNA).

## Vermehrungszyklus
Die Replikation der Viren geschieht im Zellkern (nukleär). Die Methode der Transkription ist DNA-gestützt.
Das Virus verlässt die Wirtszelle via Zusammenbruch der Kernhülle oder Export durch die Kernporen.
Die Übertragungswege sind elterlich (von Müttern auf ihre Nachkommen) und sexuell.

Intranukleäre Assemblierung und Virionen-Transport am Beispiel von Oryctes rhinoceros nudivirus (OrNV)
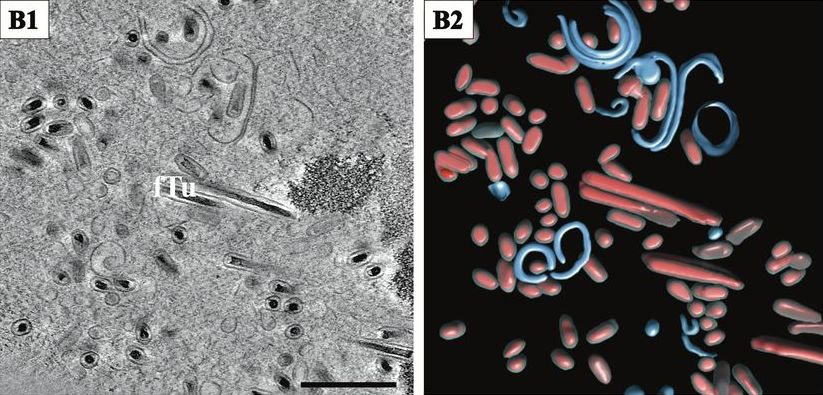
Lange gefüllte Tubuli (fTu) und von Membranen umhüllte Virionencluster. Balken 500 nm
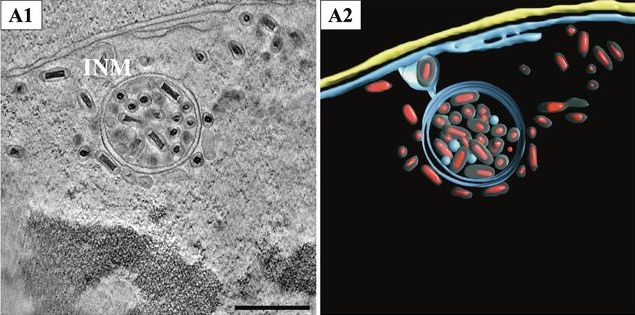
In einem Vesikel mit Doppelmembran eingeschlossene Virionen. Balken 500 nm.
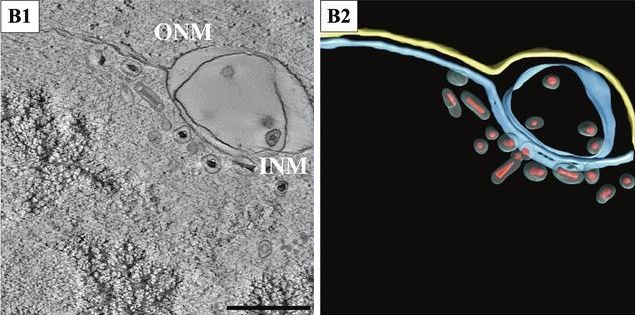
Virionen innerhalb eines erweiterten Lumens der Kernhülle (NE). Balken 500 nm.

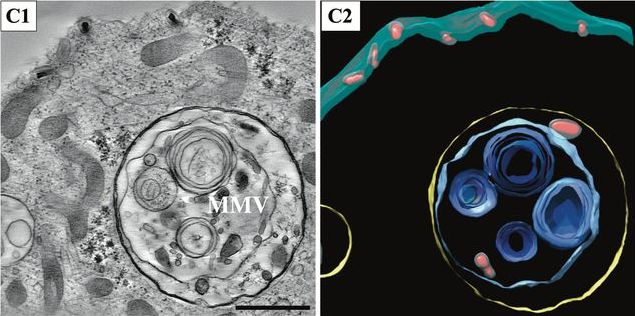
Virionen, die in Multimembranvesikel (MMVs) im Zytoplasma eingekapselt sind. Balken 500 nm.
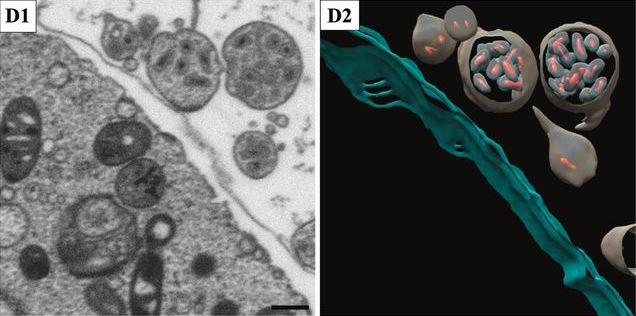
Vesikel, die vollständig umhüllte Virionen enthalten. Balken 500 nm.

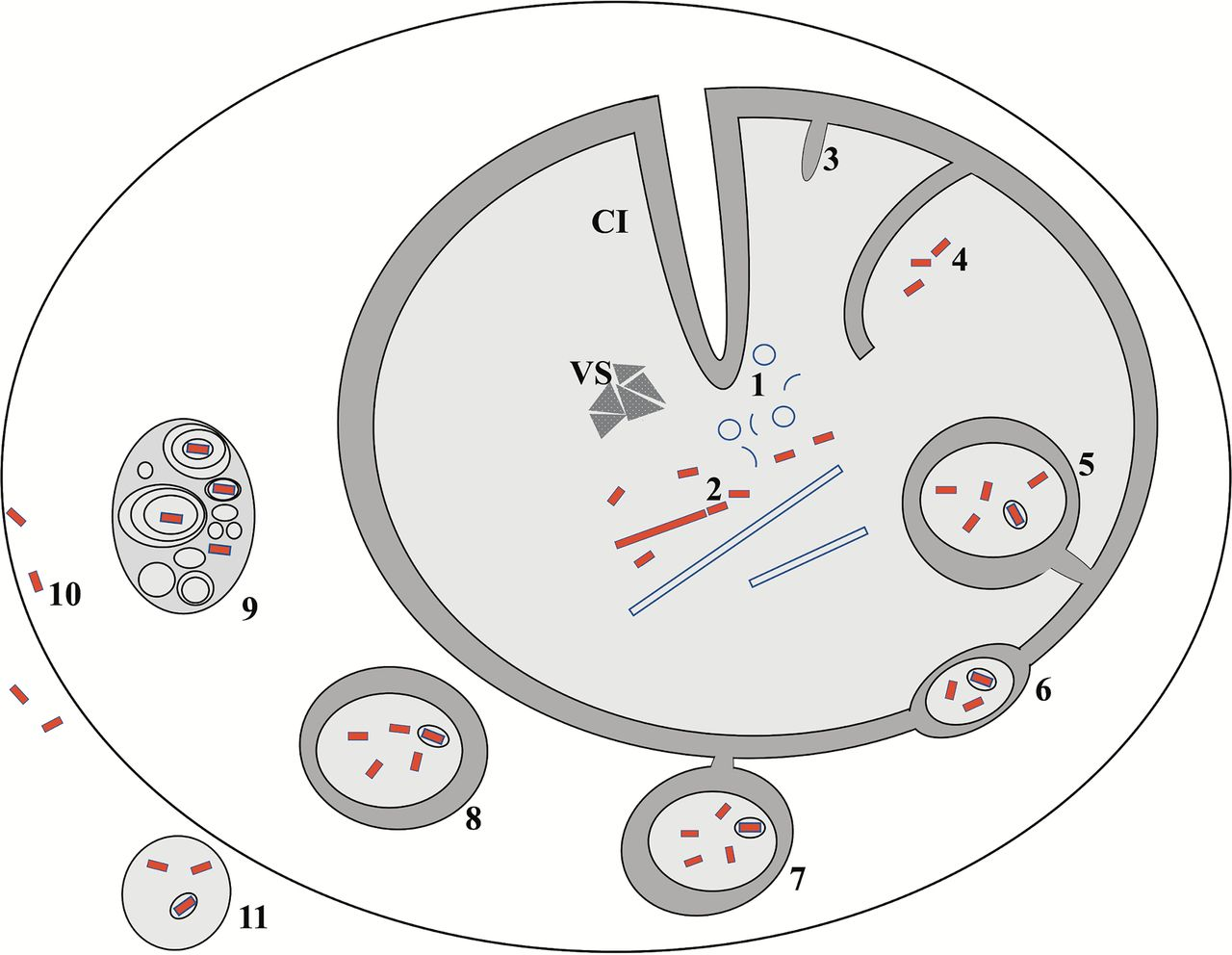
Replikationszyklus der Nudiviridae. Für eine genaue Beschreibung anklicken.

## Wirte
Die Wirte der Gattung Alphanudivirus sind Taufliegen, Käfer (Coleoptera) und Grillen (Grylloidea), die der Gattung Betanudivirus sind Schmetterlinge (Lepidoptera). Die Wirte der Gattung Gammanudivirus sind Zehnfußkrebse, die von Deltanudivirus Kohlschnaken (s. u.).

## Histone
Unter den Nudiviridae gibt es offenbar Vertreter, die Histone oder Histon-Homologe kodieren. 2022 wurde die Rolle von Histonen im Replikationszyklus einer Reihe von Viren umfassend untersucht.

## Systematik

### Innere Systematik
Mit Stand Mai 2024 sind vom ICTV folgende Spezies bestätigt:
- Familie: Nudiviridae

- Gattung: Alphanudivirus
  - Spezies: Alphanudivirus alterdromelanogasteris (früher Drosophila melanogaster nudivirus B) mit Tomelloso virus (TV),
– Wirte: Taufliegen wie Drosophila melanogaster
  - Spezies: Alphanudivirus droinnubilae mit Drosophila innubila nudivirus (DiNV),
– Wirte: Taufliegen wie Drosophila innubila
  - Spezies: Alphanudivirus dromelanogasteris (früher Drosophila melanogaster nudivirus A) mit Kallithea virus (KV),
– Wirte: Taufliegen wie D. melanogaster
  - Spezies: Alphanudivirus grybimaculati mit Gryllus bimaculatus nudivirus (GbNV)
– Wirte: Grillen
  - Spezies: Alphanudivirus oryrhinocerotis (ehem. Typusart) mit Oryctes rhinoceros nudivirus (OrNV)
– Wirte: Riesenkäfer (Gattung Oryctes)
  - Spezies: Alphanudivirus quartudromelanogasteris (früher Drosophila melanogaster nudivirus D) mit Mauternbach virus (MV),
– Wirte: Taufliegen wie D. melanogaster
  - Spezies: Alphanudivirus tertidromelanogasteris (früher Drosophila melanogaster nudivirus C) mit Esparto virus (EV),
– Wirte: Taufliegen wie D. melanogaster

- Gattung: Betanudivirus
  - Spezies: Betanudivirus hezeae (ehem. Typusart) mit Heliothis zea nudivirus 1 (HzNV1) und Helicoverpa zea nudivirus 2 (HzNV2),
– Wirte: Schmetterlinge (Baumwollkapselbohrer)

- Gattung: Gammanudivirus
  - Spezies: Gammanudivirus cameanadis mit Carcinus maenas nudivirus (CmNV)
– Wirte: Gemeine Strandkrabbe
  - Spezies: Gammanudivirus cracrangonis mit Crangon crangon nudivirus (CcNV)
– Wirte: Nordseegarnele
  - Spezies: Gammanudivirus hogammari mit Homarus gammarus nudivirus (HgNV)
– Wirte: Hummer
  - Spezies: Gammanudivirus pemonodonis mit Penaeus monodon nudivirus (PmNV)
– Wirte: Giant Tiger Prawn (Penaeus monodon)

- Gattung: Deltanudivirus
  - Spezies: Deltanudivirus tipoleraceae mit Tipula oleracea nudivirus (ToNV)
– Wirte: Kohlschnaken

Offenbar gibt es auch Insekten mit einem Genom, das integrierte (‚endogene‘) Nudiviren enthält: So etwa die braune Spornzikade Nilaparvata lugens (Nlu, englisch brown planthopper, BPH) mit dem Nilaparvata lugens endogenous nudivirus (NlENV). Nach Bézier et al. ist NlENV in oder bei der Gattung Alphanudivirus zu verorten.

### Äußere Systematik
Die Nudiviridae bilden offenbar mit den Nimaviridae, Hytrosaviridae, Baculoviridae (allesamt aus der 2021 neu geschaffenen Klasse Naldaviricetes) und der Gattung Bracovirus (der vermutet polyphyletischen) Polydnaviridae eine noch unbenannte Verwandtschaftsgruppe.
Ein Konsenskladogramm der Autoren Koonin et al. (2015 und 2019),
Bézier et al. (2014), Yang et al. (2014), sowie Kawato et al. (2018) könnte etwa wie folgt aussehen:
|  | Betanudivirus (Nudiviridae): HzNV-1, HzNV-2 |
|  |                                             |
|  | Gammanudivirus (Nudiviridae): PmNV          |
|  |                                             |

|  | Deltanudivirus (Nudiviridae): ToNV |
|  |                                    |
|  | Bracovirus (Polydnaviridae): BV    |
|  |                                    |

|  | Betanudivirus (Nudiviridae): HzNV-1, HzNV-2 |
|  |                                             |
|  | Gammanudivirus (Nudiviridae): PmNV          |
|  |                                             |

|  | Deltanudivirus (Nudiviridae): ToNV |
|  |                                    |
|  | Bracovirus (Polydnaviridae): BV    |
|  |                                    |

|  | Betanudivirus (Nudiviridae): HzNV-1, HzNV-2 |
|  |                                             |
|  | Gammanudivirus (Nudiviridae): PmNV          |
|  |                                             |

|  | Deltanudivirus (Nudiviridae): ToNV |
|  |                                    |
|  | Bracovirus (Polydnaviridae): BV    |
|  |                                    |

|  | Betanudivirus (Nudiviridae): HzNV-1, HzNV-2 |
|  |                                             |
|  | Gammanudivirus (Nudiviridae): PmNV          |
|  |                                             |

|  | Deltanudivirus (Nudiviridae): ToNV |
|  |                                    |
|  | Bracovirus (Polydnaviridae): BV    |
|  |                                    |

|  | Betanudivirus (Nudiviridae): HzNV-1, HzNV-2 |
|  |                                             |
|  | Gammanudivirus (Nudiviridae): PmNV          |
|  |                                             |

|  | Deltanudivirus (Nudiviridae): ToNV |
|  |                                    |
|  | Bracovirus (Polydnaviridae): BV    |
|  |                                    |

|  | Betanudivirus (Nudiviridae): HzNV-1, HzNV-2 |
|  |                                             |
|  | Gammanudivirus (Nudiviridae): PmNV          |
|  |                                             |

|  | Deltanudivirus (Nudiviridae): ToNV |
|  |                                    |
|  | Bracovirus (Polydnaviridae): BV    |
|  |                                    |

|  | Betanudivirus (Nudiviridae): HzNV-1, HzNV-2 |
|  |                                             |
|  | Gammanudivirus (Nudiviridae): PmNV          |
|  |                                             |

|  | Deltanudivirus (Nudiviridae): ToNV |
|  |                                    |
|  | Bracovirus (Polydnaviridae): BV    |
|  |                                    |

|  | Betanudivirus (Nudiviridae): HzNV-1, HzNV-2 |
|  |                                             |
|  | Gammanudivirus (Nudiviridae): PmNV          |
|  |                                             |

|  | Deltanudivirus (Nudiviridae): ToNV |
|  |                                    |
|  | Bracovirus (Polydnaviridae): BV    |
|  |                                    |

|  | Betanudivirus (Nudiviridae): HzNV-1, HzNV-2 |
|  |                                             |
|  | Gammanudivirus (Nudiviridae): PmNV          |
|  |                                             |

|  | Deltanudivirus (Nudiviridae): ToNV |
|  |                                    |
|  | Bracovirus (Polydnaviridae): BV    |
|  |                                    |

|  | Betanudivirus (Nudiviridae): HzNV-1, HzNV-2 |
|  |                                             |
|  | Gammanudivirus (Nudiviridae): PmNV          |
|  |                                             |

|  | Deltanudivirus (Nudiviridae): ToNV |
|  |                                    |
|  | Bracovirus (Polydnaviridae): BV    |
|  |                                    |

|  | Betanudivirus (Nudiviridae): HzNV-1, HzNV-2 |
|  |                                             |
|  | Gammanudivirus (Nudiviridae): PmNV          |
|  |                                             |

|  | Deltanudivirus (Nudiviridae): ToNV |
|  |                                    |
|  | Bracovirus (Polydnaviridae): BV    |
|  |                                    |

|  | Betanudivirus (Nudiviridae): HzNV-1, HzNV-2 |
|  |                                             |
|  | Gammanudivirus (Nudiviridae): PmNV          |
|  |                                             |

|  | Deltanudivirus (Nudiviridae): ToNV |
|  |                                    |
|  | Bracovirus (Polydnaviridae): BV    |
|  |                                    |

|  | Betanudivirus (Nudiviridae): HzNV-1, HzNV-2 |
|  |                                             |
|  | Gammanudivirus (Nudiviridae): PmNV          |
|  |                                             |

|  | Deltanudivirus (Nudiviridae): ToNV |
|  |                                    |
|  | Bracovirus (Polydnaviridae): BV    |
|  |                                    |

|  | Betanudivirus (Nudiviridae): HzNV-1, HzNV-2 |
|  |                                             |
|  | Gammanudivirus (Nudiviridae): PmNV          |
|  |                                             |

|  | Deltanudivirus (Nudiviridae): ToNV |
|  |                                    |
|  | Bracovirus (Polydnaviridae): BV    |
|  |                                    |

|  | Betanudivirus (Nudiviridae): HzNV-1, HzNV-2 |
|  |                                             |
|  | Gammanudivirus (Nudiviridae): PmNV          |
|  |                                             |

|  | Deltanudivirus (Nudiviridae): ToNV |
|  |                                    |
|  | Bracovirus (Polydnaviridae): BV    |
|  |                                    |

|  | Betanudivirus (Nudiviridae): HzNV-1, HzNV-2 |
|  |                                             |
|  | Gammanudivirus (Nudiviridae): PmNV          |
|  |                                             |

|  | Deltanudivirus (Nudiviridae): ToNV |
|  |                                    |
|  | Bracovirus (Polydnaviridae): BV    |
|  |                                    |

|  | Betanudivirus (Nudiviridae): HzNV-1, HzNV-2 |
|  |                                             |
|  | Gammanudivirus (Nudiviridae): PmNV          |
|  |                                             |

|  | Deltanudivirus (Nudiviridae): ToNV |
|  |                                    |
|  | Bracovirus (Polydnaviridae): BV    |
|  |                                    |

|  | Betanudivirus (Nudiviridae): HzNV-1, HzNV-2 |
|  |                                             |
|  | Gammanudivirus (Nudiviridae): PmNV          |
|  |                                             |

|  | Deltanudivirus (Nudiviridae): ToNV |
|  |                                    |
|  | Bracovirus (Polydnaviridae): BV    |
|  |                                    |

|  | Betanudivirus (Nudiviridae): HzNV-1, HzNV-2 |
|  |                                             |
|  | Gammanudivirus (Nudiviridae): PmNV          |
|  |                                             |

|  | Deltanudivirus (Nudiviridae): ToNV |
|  |                                    |
|  | Bracovirus (Polydnaviridae): BV    |
|  |                                    |

|  | Betanudivirus (Nudiviridae): HzNV-1, HzNV-2 |
|  |                                             |
|  | Gammanudivirus (Nudiviridae): PmNV          |
|  |                                             |

|  | Deltanudivirus (Nudiviridae): ToNV |
|  |                                    |
|  | Bracovirus (Polydnaviridae): BV    |
|  |                                    |

|  | Betanudivirus (Nudiviridae): HzNV-1, HzNV-2 |
|  |                                             |
|  | Gammanudivirus (Nudiviridae): PmNV          |
|  |                                             |

|  | Deltanudivirus (Nudiviridae): ToNV |
|  |                                    |
|  | Bracovirus (Polydnaviridae): BV    |
|  |                                    |

|  | Betanudivirus (Nudiviridae): HzNV-1, HzNV-2 |
|  |                                             |
|  | Gammanudivirus (Nudiviridae): PmNV          |
|  |                                             |

|  | Deltanudivirus (Nudiviridae): ToNV |
|  |                                    |
|  | Bracovirus (Polydnaviridae): BV    |
|  |                                    |

|  | Betanudivirus (Nudiviridae): HzNV-1, HzNV-2 |
|  |                                             |
|  | Gammanudivirus (Nudiviridae): PmNV          |
|  |                                             |

|  | Deltanudivirus (Nudiviridae): ToNV |
|  |                                    |
|  | Bracovirus (Polydnaviridae): BV    |
|  |                                    |

|  | Betanudivirus (Nudiviridae): HzNV-1, HzNV-2 |
|  |                                             |
|  | Gammanudivirus (Nudiviridae): PmNV          |
|  |                                             |

|  | Deltanudivirus (Nudiviridae): ToNV |
|  |                                    |
|  | Bracovirus (Polydnaviridae): BV    |
|  |                                    |

|  | Betanudivirus (Nudiviridae): HzNV-1, HzNV-2 |
|  |                                             |
|  | Gammanudivirus (Nudiviridae): PmNV          |
|  |                                             |

|  | Deltanudivirus (Nudiviridae): ToNV |
|  |                                    |
|  | Bracovirus (Polydnaviridae): BV    |
|  |                                    |

|  | Betanudivirus (Nudiviridae): HzNV-1, HzNV-2 |
|  |                                             |
|  | Gammanudivirus (Nudiviridae): PmNV          |
|  |                                             |

|  | Deltanudivirus (Nudiviridae): ToNV |
|  |                                    |
|  | Bracovirus (Polydnaviridae): BV    |
|  |                                    |

|  | Betanudivirus (Nudiviridae): HzNV-1, HzNV-2 |
|  |                                             |
|  | Gammanudivirus (Nudiviridae): PmNV          |
|  |                                             |

|  | Deltanudivirus (Nudiviridae): ToNV |
|  |                                    |
|  | Bracovirus (Polydnaviridae): BV    |
|  |                                    |

|  | Betanudivirus (Nudiviridae): HzNV-1, HzNV-2 |
|  |                                             |
|  | Gammanudivirus (Nudiviridae): PmNV          |
|  |                                             |

|  | Deltanudivirus (Nudiviridae): ToNV |
|  |                                    |
|  | Bracovirus (Polydnaviridae): BV    |
|  |                                    |

|  | Betanudivirus (Nudiviridae): HzNV-1, HzNV-2 |
|  |                                             |
|  | Gammanudivirus (Nudiviridae): PmNV          |
|  |                                             |

|  | Deltanudivirus (Nudiviridae): ToNV |
|  |                                    |
|  | Bracovirus (Polydnaviridae): BV    |
|  |                                    |

|  | Betanudivirus (Nudiviridae): HzNV-1, HzNV-2 |
|  |                                             |
|  | Gammanudivirus (Nudiviridae): PmNV          |
|  |                                             |

|  | Deltanudivirus (Nudiviridae): ToNV |
|  |                                    |
|  | Bracovirus (Polydnaviridae): BV    |
|  |                                    |

|  | Betanudivirus (Nudiviridae): HzNV-1, HzNV-2 |
|  |                                             |
|  | Gammanudivirus (Nudiviridae): PmNV          |
|  |                                             |

|  | Deltanudivirus (Nudiviridae): ToNV |
|  |                                    |
|  | Bracovirus (Polydnaviridae): BV    |
|  |                                    |

|  | Betanudivirus (Nudiviridae): HzNV-1, HzNV-2 |
|  |                                             |
|  | Gammanudivirus (Nudiviridae): PmNV          |
|  |                                             |

|  | Deltanudivirus (Nudiviridae): ToNV |
|  |                                    |
|  | Bracovirus (Polydnaviridae): BV    |
|  |                                    |

Im 1. Halbjahr 2021 hat dea ICTV diese Gruppe als Klasse Naldaviricetes – (noch) ohne Bracovirus – offiziell anerkannt.
Nach Bézier et al. (2014) geht die Gattung Bracovirus direkt aus den Nudiviridae hervor und ist eine Schwesterklade der (inzwischen vom ICTV benannten) Gattung Deltanudivirus (mit ToNV).